# Александров, Алексей Иванович (политик)
Алексе́й Ива́нович Алекса́ндров (род. 3 мая 1952, Ленинград) — советский и российский юрист, государственный и политический деятель. Сенатор Российской Федерации (2004—2020) и председатель Комитета Совета Федерации по конституционному законодательству. Депутат Государственной думы первого, второго и третьего созывов. Заслуженный юрист Российской Федерации (1996), заслуженный юрист Калужской области (2020 год). Адвокат. Доктор юридических наук, профессор. Заведующий кафедрой уголовного процесса и криминалистики СПБГУ (1998—2021). Главный научный сотрудник Института государства и права РАН (c 2021).

## Биография
Алексей Александров родился 3 мая 1952 года в городе Ленинграде. Отец — И. К. Александров, учёный-экономист, заведующий кафедрой политической экономии ЛВПШ (Таврический дворец), награждён Орденом Трудового Красного знамени, мать — В. Ф. Зайцева, библиотекарь ЛГУ.
В 1968—1969 годах учился в школе юного юриста при юридическом факультете ЛГУ, где лекции читали профессора Н. С. Алексеев, В. З. Лукашевич, И. Ф. Крылов, П. С. Элькинд, судьи Н. А. Ермаков, прокурор С. Е. Соловьев, адвокат Я. С. Киселёв.

## Образование и работа

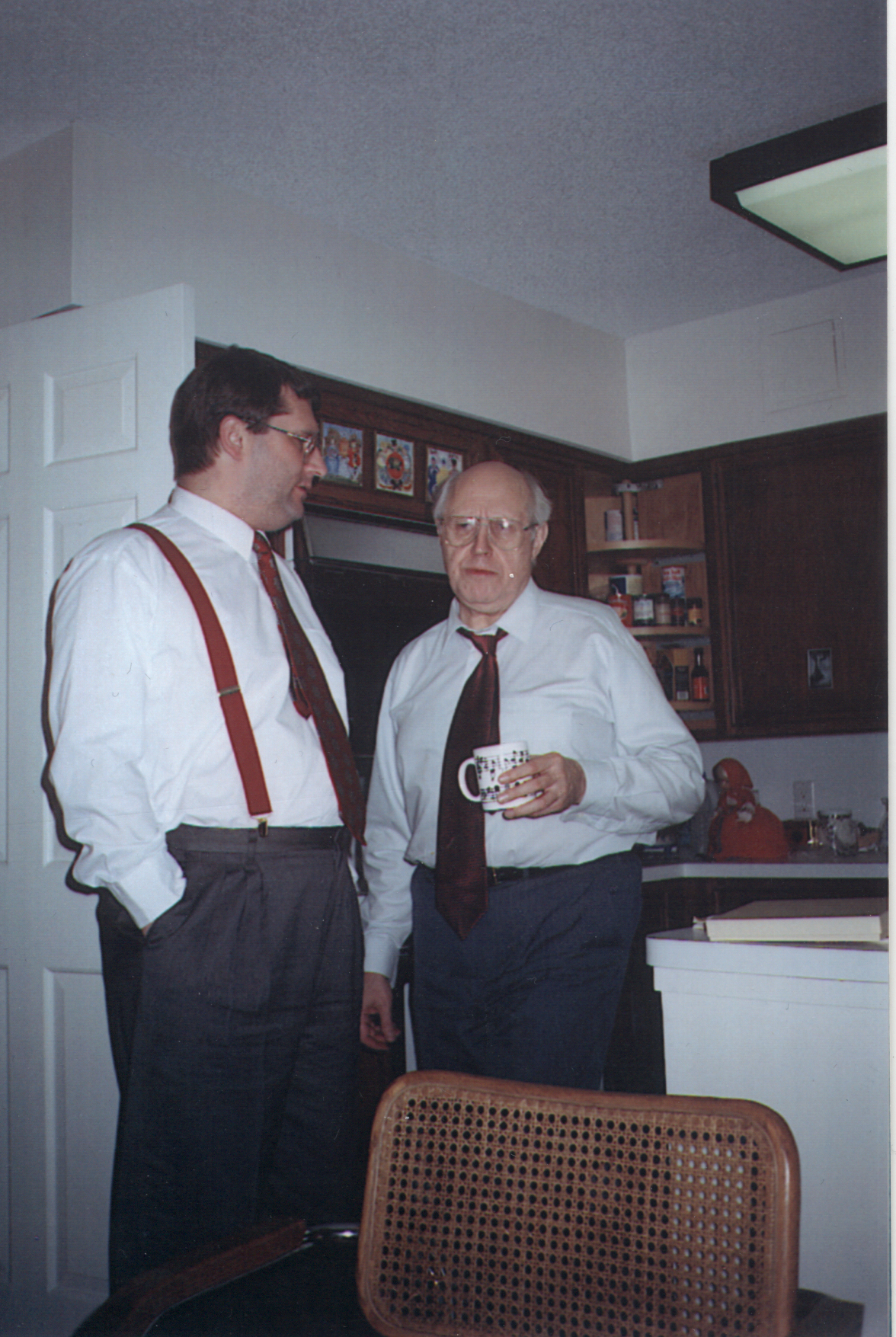
Алексей Александров и Мстислав Ростропович

В 1969 году поступил на юридический факультет ЛГУ имени А. А. Жданова в 1974 году окончил.

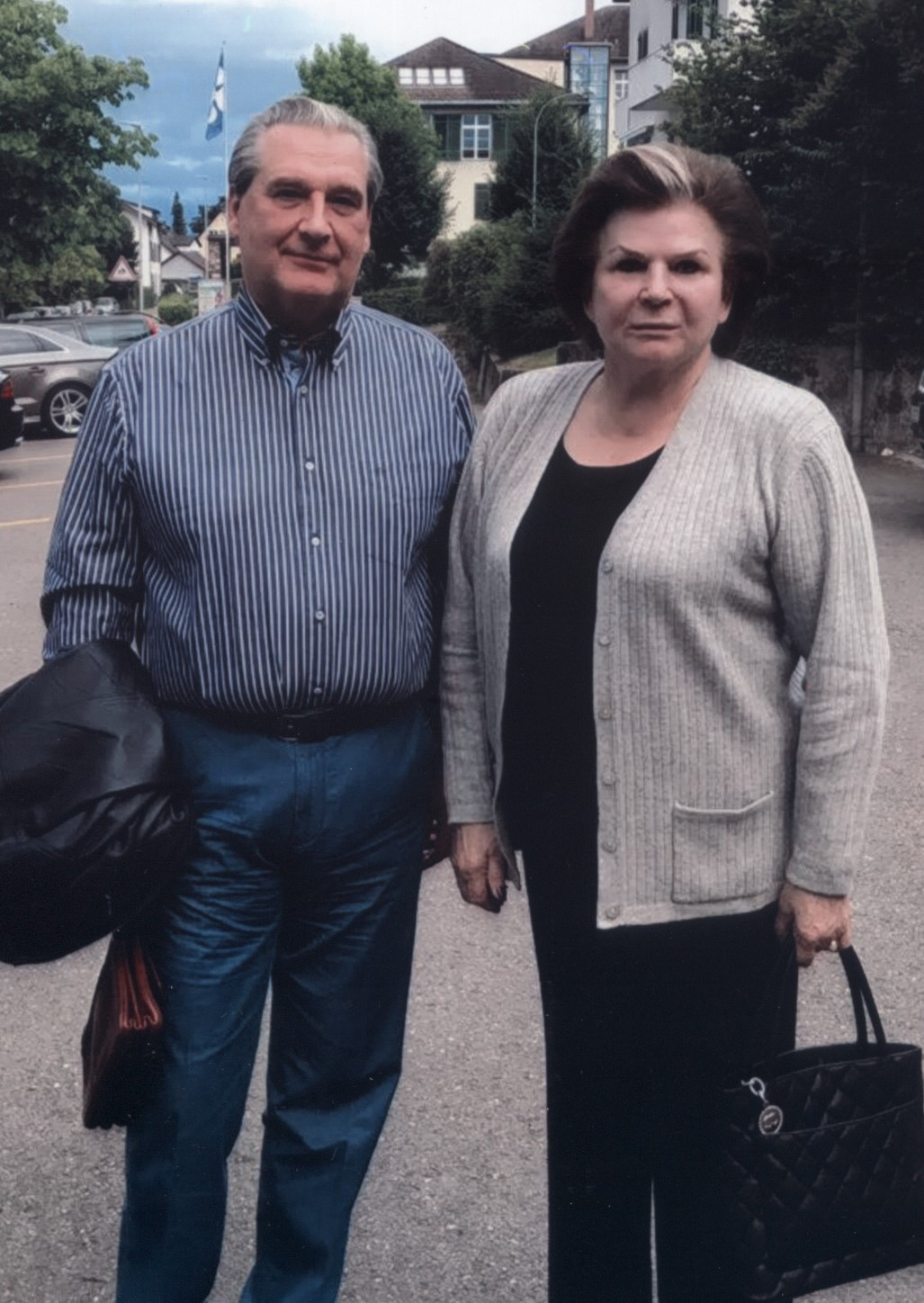
Алексей Александров и Валентина Терешкова

С 1974 по 1980 год работал следователем, старшим следователем в органах внутренних дел Ленинграда. Расследовал сложные уголовные дела против личности, хищения в особо крупных размерах, квартирные кражи и разбойные нападения. Среди них были такие общественно значимые преступления, как квартирные кражи у академика Н. П. Бехтеревой, фигуристов Л. Е. Белоусовой и О. А. Протопопова, баскетболиста А. А. Белова, общественного деятеля М. Ф. Бергольц, убийство старосты Владимирского собора М. И. Тишкина, хищение денег из Ленинградского монетного двора (Петропавловская крепость), хищение старинных антикварных книг из государственных библиотек Ленинграда.
С 1980 по 1993 год работал адвокатом в Ленинграде, Санкт-Петербурге. В адвокатуре вел громкие дела, сотрудничая с такими известными адвокатами как С. А. Хейфец, С. М. Розановский, Б. В. Бриль, С. Ю. Кауфман, И. Л. Будниченко. Осуществляя защиту по уголовным делам, выезжал в Москву, Грузию, Белоруссию и другие регионы Советского Союза. Как адвокат по уголовным делам, добивался серьёзных результатов по значительному числу уголовных дел, таких как «дело Магоны Пескиной и Садина Ткачука», обвиняемых в крупных хищениях и контрабанде антиквариата, Михаила Косинова, обвиняемого в тяжком убийстве, и многих других. Осуществлял защиту по таким громким и тяжким преступлениям как «Убийство трех женщин» (дело С. Лаховицкого, С. Данилова, С. Амелина), по делу Н. Столярова, обвиняемого в убийстве трех человек.
Достиг весьма положительных результатов, осуществляя защиту И. Н. Толстого («дело Мейлаха и Донского»), по делу С. В. Васильева, оказывал юридическую помощь знаменитому французскому дирижёру Игорю Маркевичу.
С 1980 по 1993 год был постоянным адвокатом ряда ленинградских театров («Ленком», БДТ, «Ленконцерт», «Хореографические миниатюры», «Ленинградский балет на льду» и других). Сотрудничал с такими деятелями российской культуры, как Аскольд Макаров, Леонид Надиров, Леонид Нарицин, Нинель Петрова и другие.
Работу в адвокатуре совмещал с научной и общественной деятельностью. Под руководством профессора И. Ф. Крылова защитил кандидатскую диссертацию по криминалистике, стал преподавателем в университете. В 1985 году был избран членом правления Ленинградского отделения Ассоциации советских юристов, где работал с А. Я. Сухаревым, Н. С. Алексеевым, В. Д. Сорокиным, А. А. Собчаком, В. Ф. Яковлевым. Часто выезжал в зарубежные командировки в составе делегации Ассоциации советских юристов, сотрудничал с Международной ассоциацией юристов-демократов, возглавляемой французским адвокатом Жоэ Нордманом, другом и соратником генерала Де Голля.

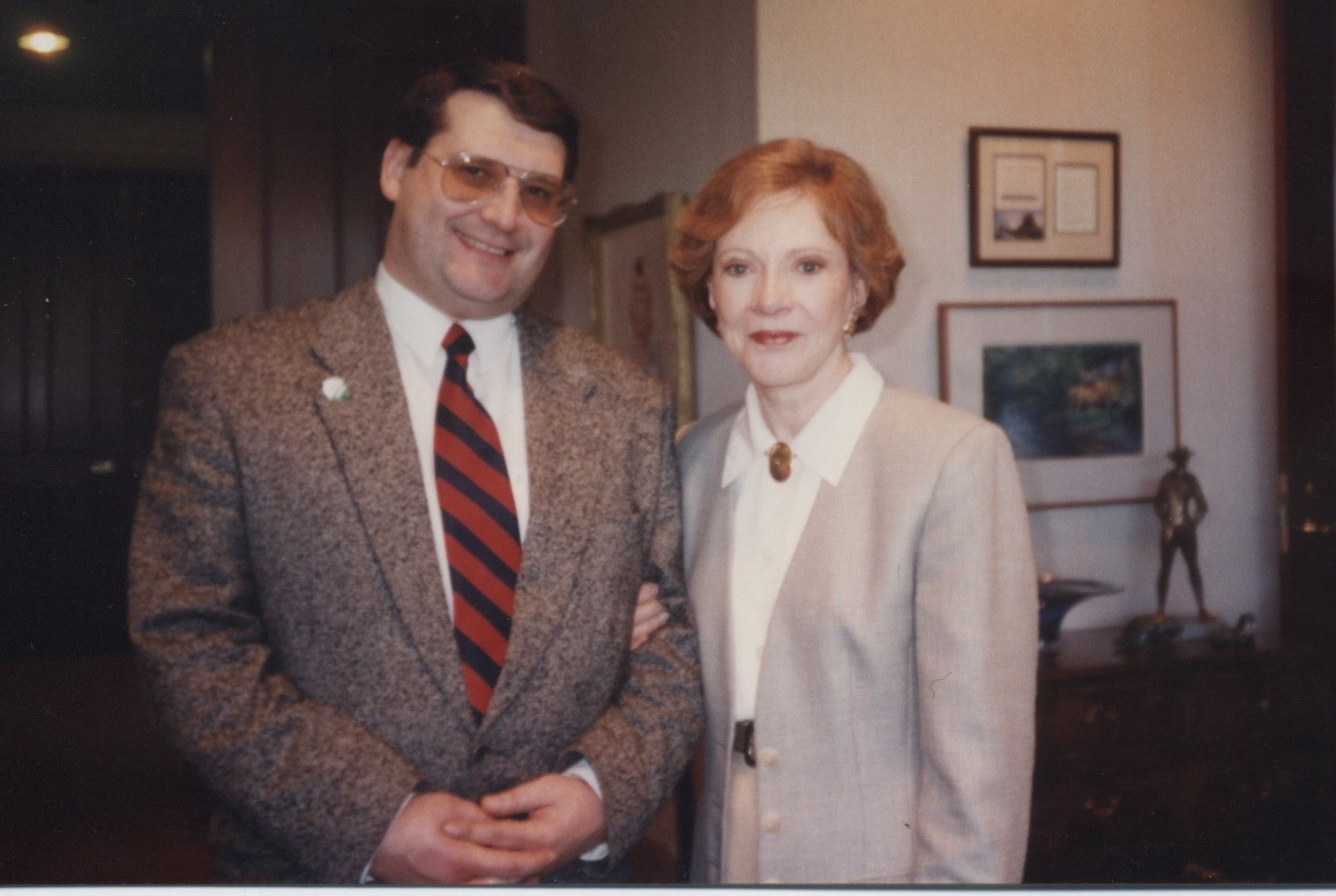
Алексей Александров и Розалин Картер

Член бюро президиума Ассоциации юристов России (с 2005 года), где работает с В. В. Блажеевым, В. С. Груздевым, Н. М. Кропачевым, С. В. Степашиным, В. Н. Плигиным, П. В. Крашенинниковым, А. Н. Савенковым.
С 1996 по 2003 год был председателем Ассоциации юристов Санкт-Петербурга и Ленинградской области. В этот период был инициатором и организатором передачи дворца барона Кельха, при поддержке губернатора В. А. Яковлева, Ассоциации юристов СПб и Ленинградской области для организации в нём Дома юриста (ул. Чайковского, 28), организовал в Санкт-Петербурге новые формы пропаганды права среди школьников.
В 2016 году был избран председателем Калужского областного отделения Ассоциации юристов России.
С 1994 по 1999 год был президентом российского отделения международной организации «Френдшип-Форс» (г. Санкт-Петербург), где сотрудничал с такими известными общественными деятелями, как Георгий Гречко, Розалин Картер, Уэйн Смит, Мухаммед Али. Член Общественного совета при Следственном комитете РФ, член Общественного совета при Министерстве юстиции РФ.

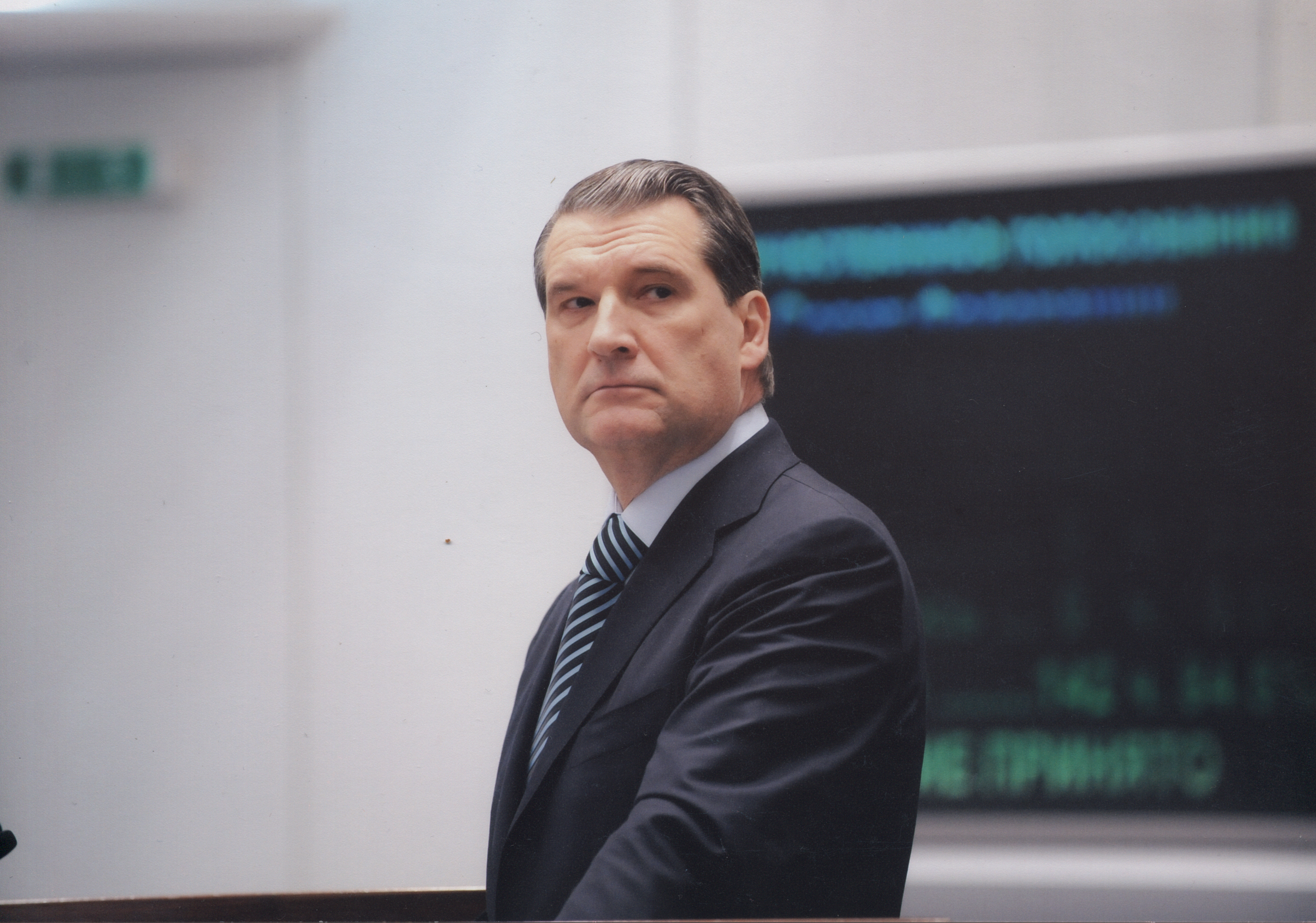
А. И. Александров в 2019 году

## Политическая деятельность
Александров А. И. со студенческих лет активно занимался общественной деятельностью. В основном она была связана с пропагандой права, организацией бесплатной юридической помощи населению, профилактикой правонарушений среди несовершеннолетних. Вопросами пропаганды права занимался и в органах МВД, и в адвокатуре. Будучи адвокатом, в 1986 году был избран депутатом Фрунзенского райсовета народных депутатов Ленинграда, а в 1990 году на альтернативной основе — депутатом Ленинградского городского совета, где стал руководителем комиссии по законности и работе правоохранительных органов. В 1993 впервые был избран членом российского Парламента — депутатом Государственной Думы России от Санкт-Петербурга (округ № 209).
Будучи депутатом Государственной думы трёх созывов, избираясь туда в 1993, 1995 и 1999 годах, стал заместителем председателя фракции блока «Выбор России», впоследствии политическим координатором депутатской группы «Стабильность» и сопредседателем общественно-политического движения «Стабильная Россия» (О. Аршба, Е. Бушмин, В. Цветков). Был в руководящих органах общественного-политического движения «Наш дом — Россия», «Отечество — Вся Россия», «Единая Россия». Основная политическая позиция — правовая демократическая государственность и патриотизм. Учредитель (совместно с О. Н. Костиной и С. В. Враговой) правозащитной общественной организации «Сопротивление», созданной для поддержки потерпевших в уголовном процессе. С 2023 года — советник Председателя Высшего совета партии Единая Россия.

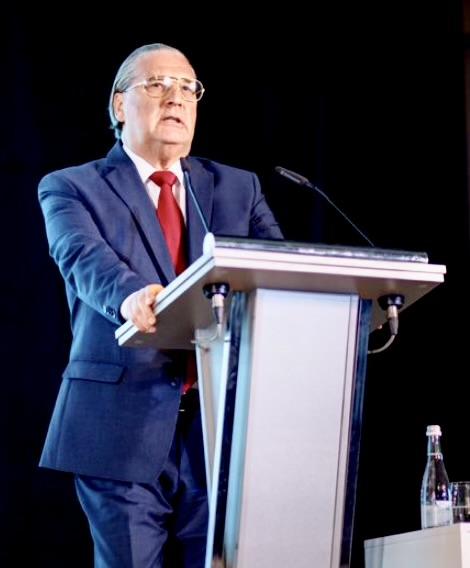
Выступление Александрова А.И.

## Парламентская деятельность
С 1993 по 2003 год являлся депутатом Государственной думы первого, второго и третьего созывов. Все эти годы входил в Комитет Государственной Думы по безопасности, избирался заместителем председателя этого комитета и заместителем председателя комиссии по борьбе с коррупцией. С 1994 по 2003 год — председатель подкомитета государственной безопасности и внешней разведки комитета Государственной Думы по безопасности. В эти годы участвовал в разработке законодательства по формированию органов безопасности демократического правового государства, законодательства в сфере борьбы с преступностью, уголовного и уголовно-процессуального кодексов. Принимал участие в разработке закона «О ФСБ РФ». В 1995 году представлял Государственную Думу РФ в Спецкомитете НАТО (Брюссель), где выступил с докладом о сотрудничестве РФ с государствами, входящими в военно-политический блок НАТО в сфере борьбы с международным терроризмом. Участвовал в организации и проведении в Санкт-Петербурге первого международного совещания руководителей спецслужб мира по борьбе с терроризмом. В 2002 году Президентом РФ был назначен членом рабочей группы Администрации Президента по подготовке реформы правоохранительных органов в Российской Федерации (А. И. Александров, Б. В. Грызлов, Д. Н. Козак — под руководством Д. Н. Козака). Концепция была разработана в течение двух лет (Следственный комитет, федеральная полиция, муниципальная милиция, национальная гвардия).
Будучи членом Парламента РФ сотрудничал и поддерживал дружеские отношения с такими деятелями культуры и искусства, как Э. А. Быстрицкая, М. Л. Ростропович, Г. П. Вишневская, Е. В. Образцова, Г. В. Свиридов, А. И. Рукавишников, М. К. Аникушин, И. Р. Резник, И. Д. Кобзон, А. Н. Сокуров.
В 2004 г. был избран в Совет Федерации РФ от Калужской области, впоследствии неоднократно избирался сенатором РФ. В Совете Федерации избирался заместителем председателя Комитета по обороне и безопасности, председателем Комитета по конституционному законодательству, первым заместителем Комитета по конституционному законодательству и государственному строительству. С 2007 по 2015 год — член Парламентской Ассамблеи Совета Европы (Страсбург), член Юридического комитета ПАСЕ (Париж). В 2004 году — член комиссии по расследованию злодеяний террористов в Беслане (Северная Осетия). Автор концепции парламентских расследований в РФ.
В Совете Федерации участвовал в совершенствовании законодательства в области конституционного права, избирательного права, уголовного права и процесса.
В разное время назначался полномочным представителем СФ в Министерстве юстиции России, ЦИК РФ, Верховном суде РФ, Конституционном суде РФ. С 2005 по 2015 год — член комиссии при Президенте РФ по назначению федеральных судей. С 2008 по 2014 год — руководитель парламентской группы Совета Федерации по сотрудничеству с Палатой лордов (Великобритания), сотрудничал с Председателем палаты лордов Великобритании баронессой де Соузой.

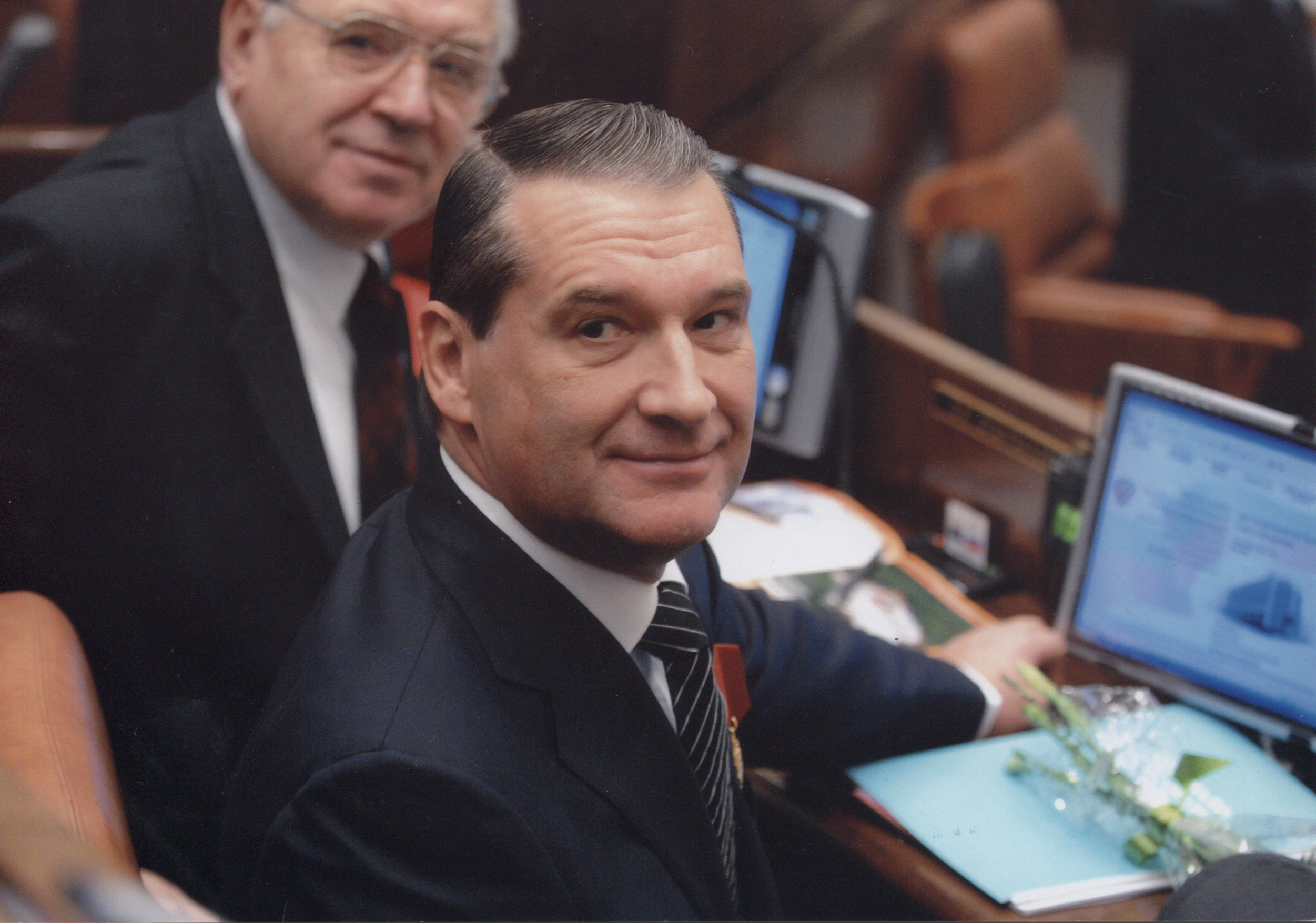
Алексей Александров

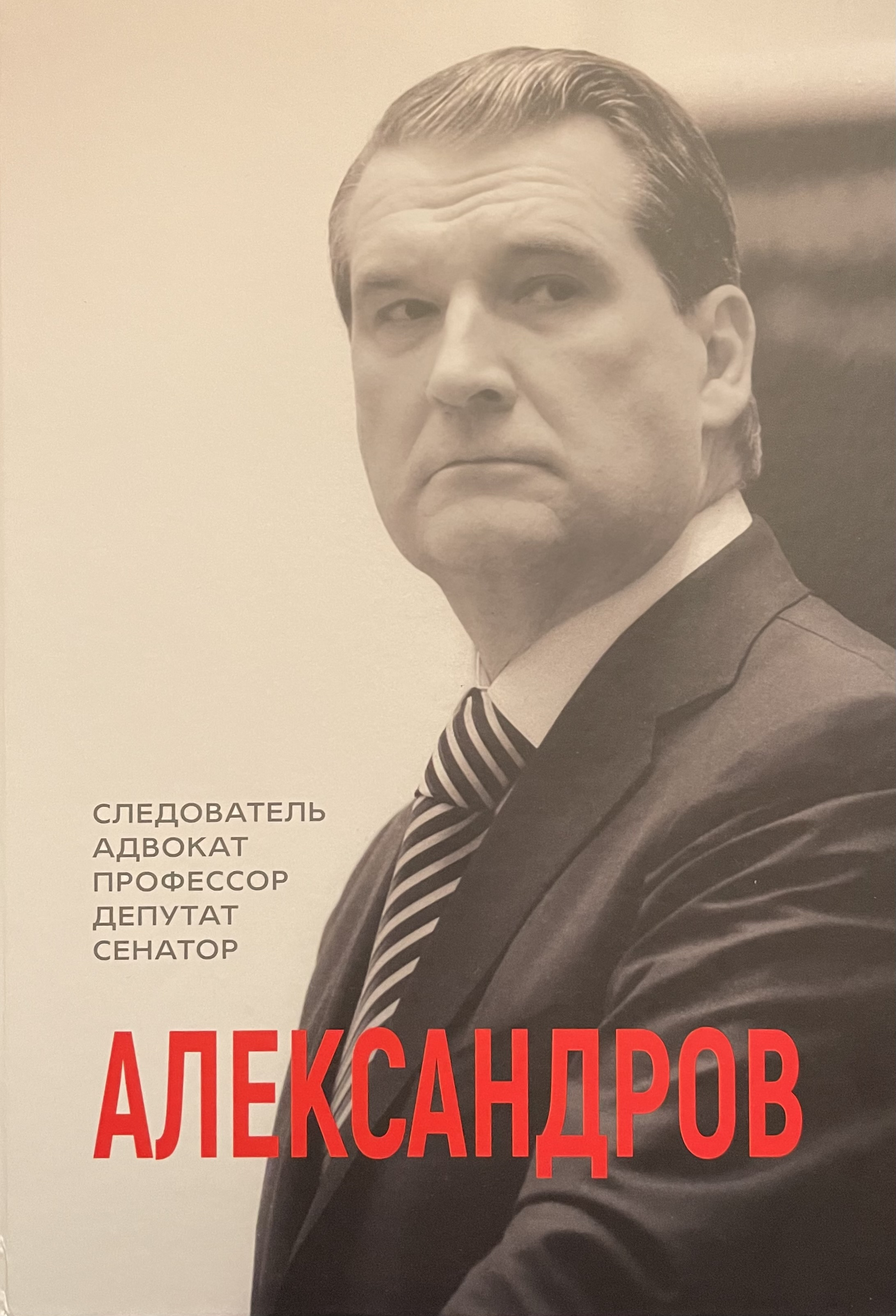
Фотоальбом посвященный жизни и деятельности Александрова А.И.

## Научная деятельность
Вся жизнь А. И. Александрова связана с научной работой. Его первая статья «В защиту простого труженика» была опубликована в газете «Ленинградский университет» в 1970 году, и была посвящена деятельности В. И. Ленина как адвоката. Статья была написана под научным руководством его учителя, профессора криминалистики И. Ф. Крылова. После окончания университета совмещал работу с научно-преподавательской деятельностью и, закончив заочно аспирантуру юридического факультета Ленинградского университета, в 1986 году защитил кандидатскую диссертацию по методике расследования краж с проникновением в жилище. В 1999 году защитил докторскую диссертацию по теме «Уголовно-процессуальная политика в России в условиях реформирования государства». С 1998 по 2021 год по конкурсу избирался профессором и заведующим кафедрой уголовного процесса и криминалистики юридического факультета СПБГУ. Неоднократно избирался членом ученого совета юридического факультета и ученого совета СПБГУ. Многократно назначался членом диссертационных советов СПБГУ, МГУ, Академии ФСБ РФ, ИГПАН. В 2001 году стал членом Совета по разработке мер противодействия международному терроризму и преступности при Президиуме РАН Под руководством академика В. Н. Кудрявцева работал в комиссии вместе с такими учеными, как А. И. Долгова, С. В. Дьяков, В. В. Лунеев, А. И. Трусов. Под его руководством и при его научном консультировании было защищено 6 диссертаций на соискание учёной степени доктора и кандидата юридических наук.

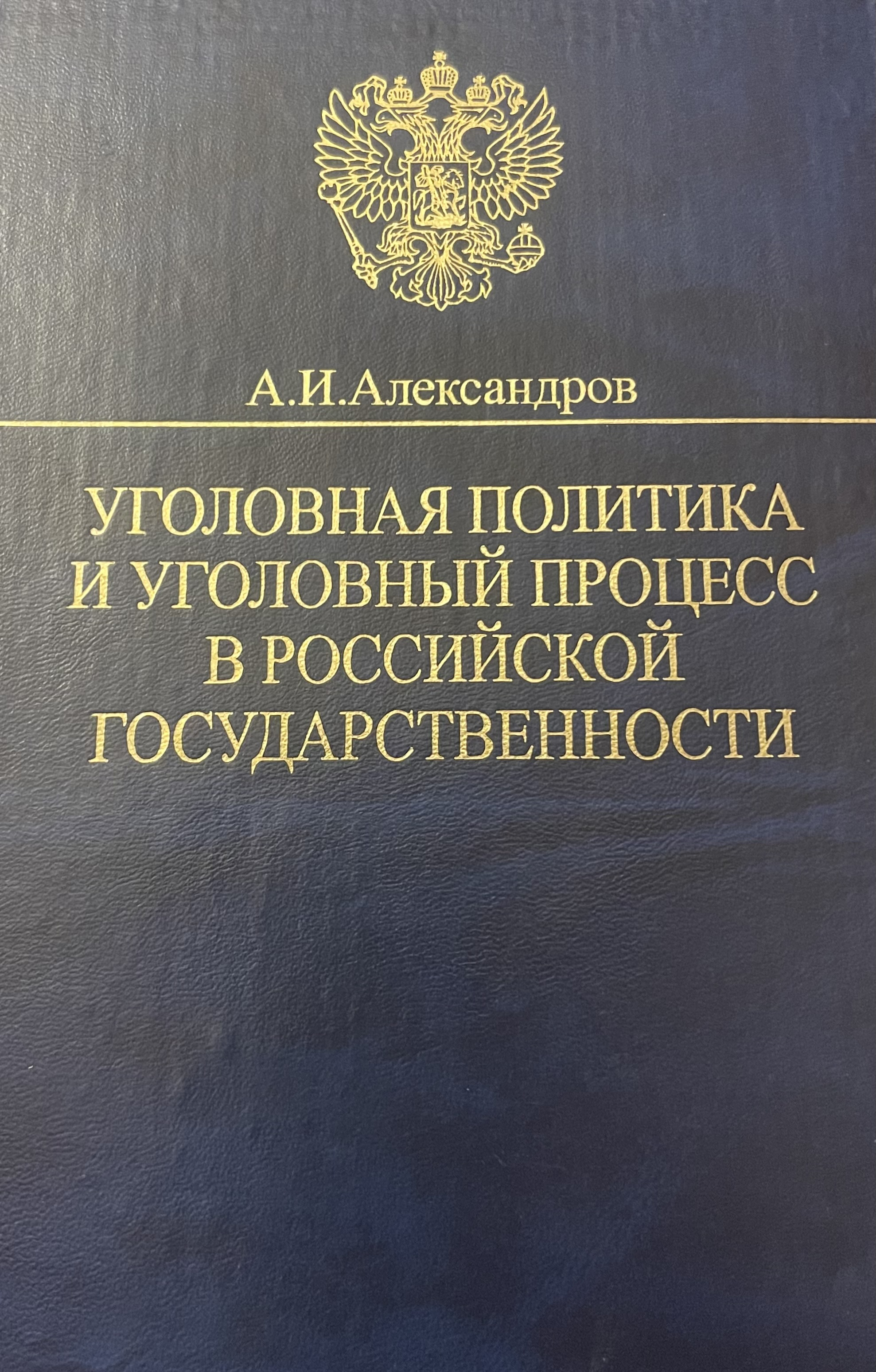
Уголовная политика и уголовный процесс в российской государственности

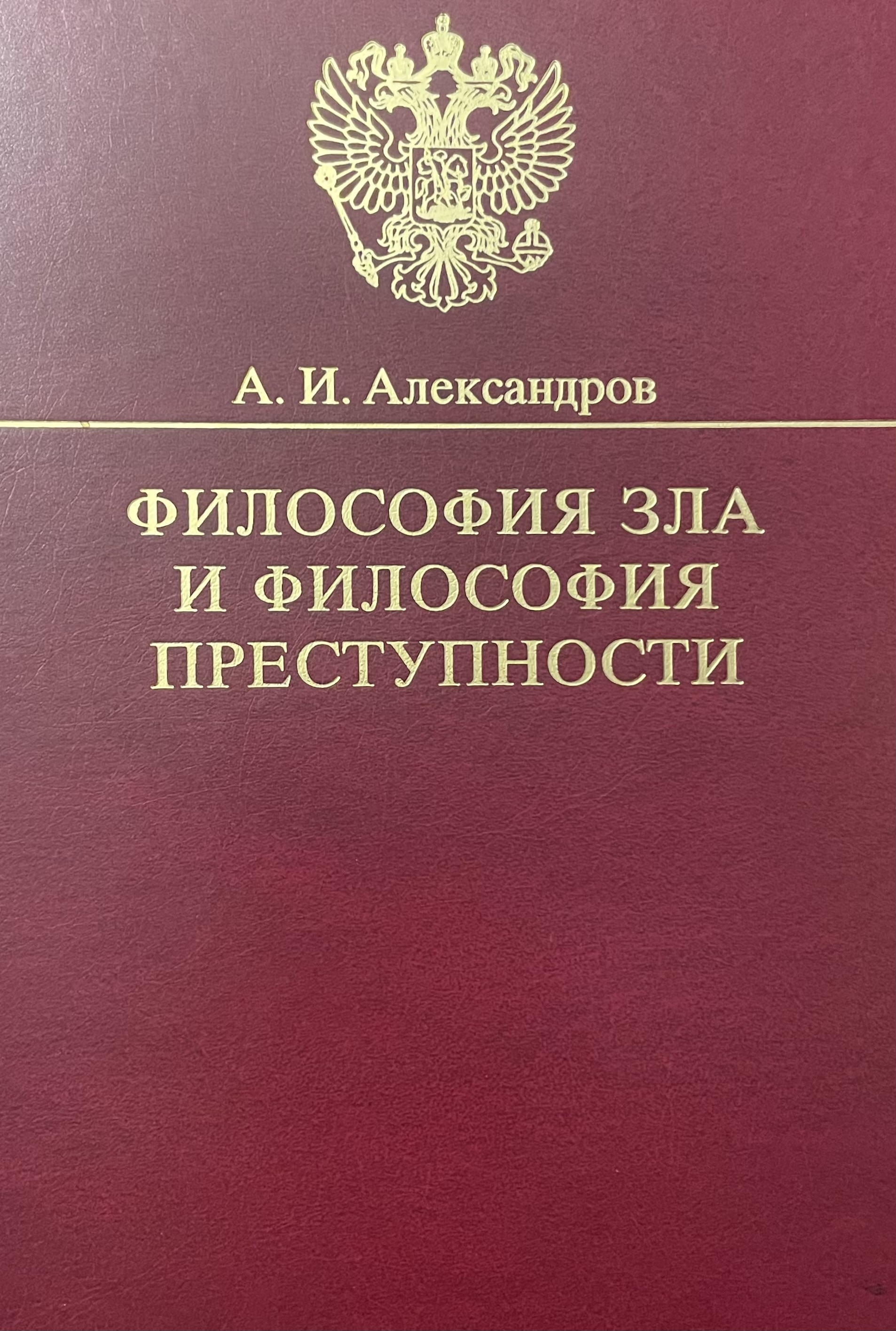
Философия зла и философия преступности (издание 2013)

Автор концепции уголовной политики в РФ. Ему принадлежит определение уголовной политики как «отношение власти к преступности». В своих работах он предложил 6 направлений развития уголовной политики: уголовно-правовая, уголовно-превентивная, уголовно-розыскная, уголовно-процессуальная, уголовно-исполнительная, уголовно-организационная. Система этих направлений, по его мнению, образует уголовную политику государства при необходимости соблюдения принципов системности, научности и стабильности. Обосновал необходимость парламентских расследований, как инструмента предупреждения и борьбы с коррупцией, терроризмом и наркобизнесом. С 2008 по 2012 год был членом ВАК РФ. Долгие годы являлся членом Научно-консультативного совета при Генеральной прокуратуре Российской Федерации. В настоящее время является членом Научно-консультативного совета при Верховном Суде Российской Федерации. Автор и соавтор более 120 научных работ, в том числе автор книг: «Уголовная политика и уголовный процесс в российской государственности: история, современность, перспективы, проблемы» издание СПБГУ (под научной редакцией профессора В. З. Лукашевича, рецензенты: академик РАН В. Н. Кудрявцев, д.ю.н. Н. П. Патрушев) Вступительное слово В. Н. Кудрявцева, 2003 г. 559 с.; «Философия зла и философия преступности: вопросы философии права, уголовной политики и уголовного процесса» (рецензенты: профессор К. Ф. Гуценко (МГУ), профессор Д. И. Луковская СПБГУ). Вступительное слово член-корреспондента РАН Д. А. Керимова, 2013 г. 598 с. СПБГУ; «Философия зла и философия преступности: вопросы философии права, уголовной политики и уголовного процесса» (рецензенты профессор К. Ф. Гуценко МГУ, профессор Д. И. Луковская СПБГУ). Вступительное слово член-корреспондента РАН Д. А. Керимова, 2020 г. 484 с. (издание второе переработанное и дополненное). 
Избран действительным членом (академиком) Академии военных наук Российской Федерации (2023 г.)
Избран членом президиума международного союза криминалистов (А.И.Бастрыкин) (2023 г.)

## Звания и награды
I. Государственные награды:
- Заслуженный юрист Российской Федерации (18 декабря 1996) — за заслуги в укреплении законности и многолетнюю добросовестную работу[2]
- Медаль ордена «За заслуги перед Отечеством» II степени (21 сентября 2002) — за заслуги в укреплении законности и правопорядка, активную законотворческую деятельность и многолетнюю добросовестную работу[3]
- орден «За заслуги перед Отечеством» IV степени (19 ноября 2007) — за заслуги в законотворческой деятельности, укреплении и развитии российской государственности[4]
- Орден Почёта (13 октября 2014) — за активную законотворческую деятельность и многолетнюю добросовестную работу[5]
- Орден Александра Невского (21 ноября 2024) — за заслуги в научной деятельности и многолетнюю добросовестную работу [6]

Поощрения Президента Российской Федерации:
- Благодарность Президента РФ «За заслуги в развитии российского законодательства и парламентаризма» (2008)

II. Награды Правительства РФ:
- Почётная грамота Правительства Российской Федерации «За активное участие в законотворческой деятельности и развитии парламентаризма» (2012)

III. Награды Парламента РФ:
- Почётная грамота Государственной Думы Федерального Собрания РФ (2002)
- Памятный подарок — золотые часы с символикой 100-летия Государственной Думы РФ (2006)
- Почётный знак Государственной Думы Федерального Собрания РФ «За заслуги в развитии Парламентаризма» (2006)
- Медаль «Совет Федерации, 15 лет» (2008)
- Благодарность Председателя Совета Федерации Федерального Собрания Российской Федерации (2009, 2017)
- Почётная грамота Совета Межпарламентской Ассамблеи государств-участников Содружества Независимых государств (2012)
- Почётная грамота Совета Федерации Федерального Собрания РФ (2012)
- Медаль «Совет Федерации, 20 лет» (2013)
- Медаль «Совет Федерации, 25 лет» (2018)
- Почётный знак Совета Федерации Федерального Собрания РФ «За заслуги в развитии Парламентаризма» (2020)

IV. Ведомственные награды РФ:
Награды Конституционного суда РФ
- Медаль Конституционного суда РФ (2011)

Награды Верховного суда РФ
- Медаль «150 лет Судебной реформы в России» (2014)
- Памятный знак Высшей квалификационной коллегии судей
- Медаль Верховного суда Российской Федерации «100 лет Верховному суду России» (2023)

Награды Совета Безопасности РФ
- Юбилейная медаль Совета Безопасности РФ (2019)

Награды Генеральной прокуратуры РФ
- Медаль «За взаимодействие» (2015)
- Почётный знак «За верность закону» I степени (2017)
- Медаль Ягужинского (2018)
- Благодарность Генерального прокурора Российской Федерации «За существенную помощь в укреплении законности и взаимодействие с органами прокуратуры Российской Федерации» приказ 10-ПО-(и) от 10.04.2025

Награды ФСБ РФ
- Почётный знак ФСБ РФ «За службу в контрразведке» III степени «За личный вклад в совершенствование законодательства Российской Федерации в области государственной безопасности и борьбы с преступностью» (1999)
- Памятный знак «Департамент экономической безопасности ФСБ РФ» (2000)
- Медаль «За боевое содружество» (2003)
- Почётная грамота «За оказание содействия органам ФСБ РФ» (2006)
- Медаль «За взаимодействие с ФСБ России» (2007)
- «Знак 90 лет Следственному управлению ФСБ РФ» (2008)
- Знак отличия «За заслуги в пограничной службе» I степени (1998)
- Наградное оружие (2000, 2006)

Награды МВД РФ
- Медаль «За боевое содружество» (2002)
- Медаль «200 лет МВД РФ» (2002)
- Наградное оружие (2002, 2012)
- Почётная грамота МВД РФ (1998, 2007, 2008,2013)

Награды Министерства обороны РФ
- Юбилейная медаль «300 лет Российскому флоту» (1996)
- Почётная грамота Главнокомандующего Военно-Морского Флота РФ «За большой личный вклад в укрепление боеготовности Военно-Морского Флота России» (2001)
- Наградное холодное оружие — кортик «За активное участие в программе нераспространения ядерных материалов и создание комплекса по выгрузке отработанного ядерного топлива и утилизации атомных подводных лодок Военно-Морского Флота» (2002)
- Медаль «За укрепление боевого содружества» (2004)

Награды Министерства юстиции РФ
- Медаль «Анатолия Кони» (2000)
- Медаль «В память двухсотлетия Минюста РФ» (2002)
- Почетная грамота ФСИН (Министерство Юстиции РФ) (2018)
- Медаль «Михаила Сперанского» (2024)

Награды ФСКН РФ
- Медаль «За содействие органам наркоконтроля» (2008)

Награды ЦИК РФ
- Почётный знак Центральной избирательной комиссии Российской Федерации «За заслуги в организации выборов» (2014)[7]

Награды Следственного Комитета РФ
- Медаль «300 лет Первой следственной канцелярии России» (2017)
- Медаль «За содействие» (2016)
- Медаль «75 лет Победы в ВОВ» (2019)

Награды Государственной фельдъегерской службы РФ
- Медаль «За верность долгу» (2002)

Награды Федеральной Палаты адвокатов
- Золотая медаль Ф. Н. Плевако (2014)
- Почётный знак «150 лет Российской адвокатуре»
- Знак «Почётный адвокат России»
- Медаль «Адвокатская слава» (2019)
- Медаль «За заслуги» (2024)

V. Награды субъектов РФ:
- Медаль «В память 850-летия Москвы» (1997)
- Медаль «В память 300-летия Санкт-Петербурга» (2003)
- Медаль «За особые заслуги перед Калужской областью» III степени (2007)
- Медаль «За особые заслуги перед Калужской областью» II степени (2012)
- Медаль «За особые заслуги перед Калужской областью» I степени (2017)
- Почётный знак «За заслуги в развитии законодательства» Законодательного собрания Калужской области (2016)
- Почётный знак Законодательного Собрания Калужской области «25 лет Законодательному Собранию Калужской области» (2019)
- Почётное звание «Заслуженный юрист Калужской области» (2020)
- Почетный знак Законодательного Собрания Калужской области "За заслуги в развитии законодательства и парламентаризма" (2024)
- Почетный житель посёлка Комарово (2024)

VI. Общественные награды:
- Лауреат Высшей юридической премии России «Юрист года — 2013» (Ассоциация юристов России)[8]

VII. Иностранные награды:
- Медаль «В ознаменовании 20-летия республики Южная Осетия» (2010)

## Семья
Жена — Александрова Серафима Яковлевна (адвокат), сын — Александров Роман Алексеевич (адвокат, доктор юридических наук), невестка — Александрова Мария Александровна (адвокат, кандидат юридических наук) внучки: Екатерина и Софья, внук Яков.